# マンドロンチェロ

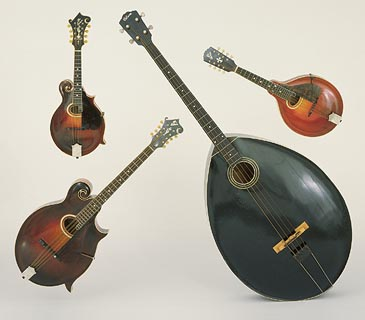
マンドロンチェロ (左下)

マンドロンチェロ(mandoloncello)はマンドリン属の楽器で、マンドラよりもさらに一回り大きい。日本ではマンドセロと呼ばれることもある。調弦はヴィオロンチェロと同じくC-G-D-Aの複弦４コースとなっている。また、これに類して、リュート・モデルノ(liuto moderno)と呼ばれる、A線の上にE線を追加した複弦５コースの楽器も存在する。
マンドリンオーケストラではやマンドローネやコントラバスとともに低音域を担当し、時にはやさしく暖かい、また時には激しく力強い音色を奏でる。
楽譜もヴィオロンチェロと同じく、ヘ音記号で表記される。独奏楽器として書かれる場合には、ト音記号を使い１オクターヴ高く表記する場合もある。
マンドロンチェロにはフラット型とラウンド型がある。フラット型はボディが平たくしゃもじを大きくした形に似ており、ラウンド型はマンドリンを大きくした形をしている。